# 周蜀雲

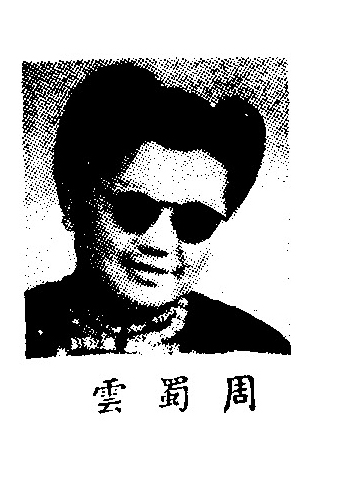
周蜀雲近照

周蜀雲（1907年—1989年）女，四川达县人。中国近代政治人物。

## 生平
周蜀雲女土，名門毓秀，才德俱優，任司法院公務員懲戒委員會委員， 早歲與徐漢豪先生相識於法京，同入南錫大學修習法學，同得博士學位，同時結伴歸國，同在廈門大夏諸大學擔任敎授，同任制憲國大代表及立法委員，同任中國青年黨中央執行委員，志同道合，相得盎彰，而鸝緤情深， 敬愛週至， 是眞珠聯璧合，不啻砷仙眷屬也。先生偕周夫人前年遊歐， 途中間夫人頏躓受傷，先生憂之，回國後夫人住院醫療甚久，先生持護殷股， 無微不至。
周蜀雲约生于1907年（清光绪三十三年）。1946年11月当选制宪国民大会中国青年党代表。1947年3月1日任国民政府立法院第四届立法委员。